# Musée de l'Aviation légère de l'Armée de terre et de l'Hélicoptère
Le musée de l'Aviation légère de l'armée de Terre et de l'hélicoptère se situe à Dax, dans le département français des Landes.

## Présentation
Unique en France, ce musée militaire ouvert au public depuis 1992 fait partie de la chaîne des 16 musées de l’Armée de Terre tels que le musée de la Légion étrangère d’Aubagne, le musée des troupes de montagne de Grenoble, le musée des Blindés de Saumur… Régi par la Délégation au patrimoine de l’Armée de Terre, le musée présente, dans deux halls de 3 000 m2 chacun, l'une des plus belles collections européennes d'hélicoptères ayant servi dans l’Alat mais aussi dans les autres armées. En tout sont présentés au public près d'une trentaine appareils dont le Hiller 360 piloté par Valérie André. Le conservateur et l’équipe du musée sont aidés par une association loi de 1901, l'Aamalat (association des amis du musée de l'Alat).
Jouxtant le hall, une galerie expose de nombreux documents photographiques, des trophées, une collection de maquettes et de diaporamas sur l’histoire de l'Alat, de la Seconde Guerre mondiale et de la guerre d'Indochine. Par ailleurs, le musée possède un centre de documentation, avec plus de 8 000 références.
Le musée est ouvert au public de début mars à fin novembre. Il travaille en liaison avec d'autres institutions muséales telles que le musée de l'Air et de l'Espace du Bourget.

## Appareils exposés

### Ayant servi dans l'Alat

#### Avions
- Cessna L-19, 1949, 2 exemplaires exposés.
- Norvigie, années 1940, 1 exemplaire exposé.
- Morane-Saulnier MS-505 "Criquet", années 1940, 1 exemplaire exposé classé Monument historique.

#### Hélicoptères
- Bell 47 G, hélicoptère léger, 1945, 43 exemplaires du G1 et 53 exemplaires du G2 dans l'Alat.
- Hiller 360, hélicoptère léger, 1948, 7 exemplaires dans l'Alat.
- Djinn, hélicoptère léger, 1954, 112 exemplaires dans l'Alat.
- Sikorsky H-19, hélicoptère moyen, 1955, 28 exemplaires dans l'Alat, prêt du Musée de l'Air et de l'Espace.
- Vertol H-21 (banane), hélicoptère moyen, 1956, 108 exemplaires dans l'Alat, prêt du Musée de l'Air et de l'Espace.
- Alouette II Artouste, hélicoptère léger, 1956, 179 exemplaires dans l'Alat.
- Alouette III, hélicoptère léger, 1960, 84 exemplaires dans l'Alat.
- Puma, hélicoptère moyen, 1965.
- Gazelle canon, hélicoptère léger, 1968.
- Cougar Horizon, hélicoptère moyen, 1991, 4 exemplaires dans l'Alat.
- Panther, hélicoptère moyen, 1984, modèle expérimental exposé.
- Gazelle SA 349-2, modèle expérimental exposé

### Hélicoptères ayant servi hors Alat
- Alouette II de la Marine, hélicoptère léger, 1956.
- HSS de la Marine, hélicoptère moyen, 1961.
- Super Frelon de la Marine, hélicoptère lourd, 1962
- Lynx de la Marine, hélicoptère moyen, 1971.
- Alouette III de la Marine, hélicoptère léger, 1960.
- Alouette III de la Gendarmerie, hélicoptère léger, 1960.
- Mil MI-8, hélicoptère polyvalent de la Marine Est-Allemande, 1967.
- Écureuil de l'armée de l'Air, hélicoptère léger, 1990.
- Écureuil des Douanes, hélicoptère léger, 1990.
- Autogires.